# Frøyatunnel
Der Frøyatunnel (norwegisch Frøyatunnelen) ist ein einröhriger Untersee-Straßentunnel zwischen den Inseln Frøya und Hitra in der norwegischen Provinz Trøndelag.
Der Tunnel im Verlauf des Fylkesvei  ist Teil der Straßenanbindung der Inseln Hitra und Frøya ans Festland (Fastlandsforbindelsen Hitra–Frøya), zu der auch der Hitratunnel sowie mehrere Brücken gehören. Mit einer Gesamtlänge von 5305 m unterquert der Frøyatunnel den Frøyfjord. An seiner tiefsten Stelle liegt er ca. 164 m unter dem Meeresspiegel.
Mit der Tunneleröffnung im Jahr 2000 wurde die Fährverbindung Kjerringvåg–Flatval ersetzt.
Im Tunnel sind zwei stationäre Blitzer zur Geschwindigkeitsüberwachung installiert. Der Tunnel ist für Radfahrer gesperrt.